# Парижская средневековая живопись (1300-1500)

Парижская средневековая живопись 1300—1500-х годов — художественное искусство исторической эпохи, когда Париж был главным центром европейской учёности. Уже в раннеготический период Франция выделялась среди других стран по части миниатюрной живописи, и её иллюстраторы рукописей, анлюминёры (фр. enlumineurs), славились повсюду. В XVI веке изготовление рукописей, перестав быть занятием исключительно монахов и монастырских мастерских, становится весьма распространённой профессией мирян, среди которых появляются в большом числе каллиграфы и рисовальщики, удовлетворявшие возросшему при дворах владетельных особ и в высшем обществе запросу на роскошные иллюстрированные молитвенники и книги для чтения. Во второй половине XIV столетия таким мастерам особенно покровительствовали во Франции король Карл V и его младшие братья, герцоги Жан Беррийский и Филипп Смелый Бургундский.
При составлении списка использован одноимённый двухтомник историка-медиевиста, бывшего хранителя Луврского музея Шарля Стерлинга (фр. Charles Sterling; 1901—1991).

## Конец XIII века
| Автор иллюстраций                    | Название рукописи                                                                                         | Дата     | Описание                                                                      | Место хранения, номер по каталогу             | Иллюстрации |
| ------------------------------------ | --- | -------- | ----------------------------------------------------------------------------- | --------------------------------------------- | ----------- |
| Анонимный мастер                     | «Псалтырь св. Луи» фр. Psautier de saint Louis‎                                                            | ок.1274  | Исполнение по заказу королевского двора. Пергамент, 210 × 145 мм; 260 листов. | НБФ; «ms. lat. 10525», см.                    | + илл.      |
| Мастер Оноре (активен ок. 1285—1300) | «„Декреталий“ Грациана» фр. Décret de Gratien лат. Concordia discordantium canonum лат. Decretum Gratiani | 1288     | Пергамент, 460 × 290 мм; 349 листов.                                          | Тур, муниципальная библиотека; «ms. 558»; см. |             |
| Мастер Оноре                         | «Бревиарий Филиппа Красивого» фр. Bréviaire de Philippe le Bel‎                                            | ок. 1296 | Пергамент, 205 × 135 мм; 577 листов.                                          | НБФ; «ms. lat. 1023»; см.                     |             |
| Мастер Оноре                         | «Королевский сборник» фр. Somme le Roy                                                                    | ок. 1300 | Пергамент, 200 × 140 мм                                                       | Британская библиотека, «ms. add. 54180»; см.  | + илл.      |

## XIV век

### Первая половина XIV века
| Автор иллюстраций                                            | Название рукописи                                                                                         | Дата              | Описание | Место хранения, номер по каталогу                        | Иллюстрации |
| ------------------------------------------------------------ | --- | ----------------- | --- | -------------------------------------------------------- | ----------- |
| Преемник мастера Оноре                                       | «Парижский миссал» фр. Missel à l'usage de Paris лат. Missale Parisiense                                  | ок. 1315—1320     | Пергамент, 300 × 210 мм; 444 листов. | НБФ; «ms. lat. 861»; реф.                                |             |
| Парижская мастерская (актив. ок. 1315—1320)                  | Ив, монах Сен-Дени: «Жизнь св. Дионисия Парижского» фр. Vie de saint Denis‎                                | 1317              | Пергамент, 250 × 155 мм; 3 тома: 178, 133 и 112 листов. | НБФ; «ms. fr. 2090—2092»; 2090; 2091; 2092               | + илл.      |
| Иллюстратор романа о Фовеле (активен ок. 1315—1337)          | «Роман о Фовеле» фр. Roman de Fauvel                                                                      | между 1315 и 1337 | Пергамент, 460 × 330 мм; 98 листов. | НБФ; «fr. 146»; см.                                      |             |
| Жан Пюсель и его мастерская (активен в Париже ок. 1320—1334) | «Библия Роберта де Биллинга» фр. Bible de Robert de Billyng англ. The Robert de Billing Bible             | 1327              | Пергамент, 293 × 190 мм; 705 листов. | НБФ; «ms. lat. 11935»; см.                               |             |
| Жан Пюсель и его мастерская                                  | «Бельвильский бревиарий» фр. Bréviaire de Belleville‎                                                      | 1323-1326         | Пергамент, 240 × 170 мм; 2 тома: 446 и 430 листов. | НБФ; «ms. lat. 10483-10484»                              | + илл.      |
| Жан Пюсель                                                   | «Часослов Жанны д’Эврё» фр. Heures de Jeanne d'Évreux                                                     | 1325-1328         | Пергамент, 94 × 64 мм; 209 листов. | Нью-Йорк, Метрополитен-музей; «Acc. 54 (1.2.)»; см.      | + илл.      |
| Жан Пюсель и его мастерская                                  | Готье де Куэнси: поэтический сборник мираклей «Чудеса Богоматери» (1214—1233) фр. Miracles de Nostre Dame | 1328-1332         | Пергамент, 340 × 242 мм; 244 листов. | НБФ; «ms. n. a. fr. 24541»; см.                          |             |
| Жан Ленуар (активен в Париже ок. 1335—1380)                  | «Часослов Иоанны Наваррской» фр. Livre d'heures de Jeanne de Navarre‎                                      | 1336-1340         | Рукопись была выполнена для королевы Наварры Иоанны (1311—1349); её имя названо в одной из молитв Деве Марии на стр. 151V: : «…ut intercedas pro me ancilla tua Johanna Navarre regina». Пергамент, 180 × 135 мм; 271 листов. | НБФ; «n. a. lat. 3145»                                   | + илл.      |
| Жан Ленуар                                                   | «Псалтирь Бонны Люксембургской» фр. Psautier de Bonne de Luxembourg ‎                                      | 1348-1349         | Пергамент, 126 × 88 мм; 333 листа. | Нью-Йорк, Метрополитен-музей; «The Cloisters 69.86»; см. | + илл.      |

### Вторая половина XIV века
| Автор иллюстраций                                                                                | Название рукописи | Дата              | Описание                                                                                           | Место хранения, номер по каталогу                                          | Иллюстрации                 |
| ------------------------------------------------------------------------------------------------ | --- | ----------------- | -------------------------------------------------------------------------------------------------- | -------------------------------------------------------------------------- | --------------------------- |
| Жан Ленуар (активен в Париже ок. 1335—1380)                                                      | «Часослов Иоланды Фландрской» фр. Heures de Yolande de Flandres                                                      | между 1353 и 1363 | Пергамент, 112 × 80 мм                                                                             | Лондон, Британская библиотека; «Yates Thompson, 27»;см.                    |                             |
| Жан Ленуар                                                                                       | «Бревиарий Карла V» фр. Bréviaire de Charles V‎                                                                       | 1364—1370         | Пергамент, 235 × 170 мм; 617 листов.                                                               | НБФ; «ms. lat. 1052»; см.                                                  | + илл. (недоступная ссылка) |
| Жан Ленуар                                                                                       | «Малый часослов герцога Беррийского» фр. Petites Heures de Jean de Berry лат. Horae ad usum Parisiensem              | 1375-1390         | Пергамент, 215 × 145 мм; 292 листа.                                                                | НБФ; «ms. lat. 18014»; см.                                                 | + илл.                      |
| Преемник Жана Пюселя (активен ок. 1335—1345)                                                     | «Суд над Робертом д’Артуа» фр. Le Procès de Robert d'Artois                                                          | 1335-1345         | Пергамент, 350 × 270 мм; 145 листов.                                                               | НБФ; «ms. fr. 18437»; см.                                                  | + илл.                      |
| Жаке Маси (фр. Jacquet Maci; активен в Париже ок. 1325—1350)                                     | «Парижское евангелие» фр. Evangéliaire à l'usage de Paris лат. Liber evangeliorum ad usum Parisiensem                | 1345-1350         | Пергамент, 417 × 280 мм; 243 листа.                                                                | Париж, Библиотека Арсенала (фр. Bibliothèque de l'Arsenal); «ms. 161»; см. |                             |
| Аноним                                                                                           | «Портрет Иоанна II Доброго, короля Франции (1319—1364)» фр. Portrait de Jean II le Bon‎                               |                   | Заказ от королевского двора. Дерево (дуб); 55,6 (с рамой 59,8) × 34 (44,6) мм.                     | Париж, Лувр; RF 2490; см.                                                  | + илл.                      |
| Группа мастеров во главе с Жаном Монмартрским (Jean de Montmartre; актив. ок. 1349—1352)         | «Нравоучительная библия Иоанна Доброго» фр. Bible moralisée de Jean le Bon‎                                           | 1345-1355         | Пергамент, 340 × 29 мм; 321 лист.                                                                  | НБФ; «ms. fr. 167»; см.                                                    | + илл.                      |
| Мастер-иллюстратор «Снадобья Фортуны» (фр. Le Remède de Fortune; активен в Париже ок. 1350—1355) | «Миссал Сен-Дени» фр. Missel de Saint-Denis англ. Missal of Saint-Denis                                              | 1350              | Пергамент, 233 × 164 мм; 439 листов.                                                               | Лондон, Музей Виктории и Альберта; «ms. 1346—1891»                         | + илл.                      |
| Мастер-иллюстратор «Снадобья Фортуны»                                                            | «Поэзия Гийома де Машо: Снадобье Фортуны. Рассказ о Льве» (Dit du Lyon) фр. Œuvres poétiques de Guillaume de Machaut‎ | ок. 1355—1360     | Поэмы Гийома де Машо Пергамент, 300 × 210 мм; 321 лист.                                            | НБФ; «ms. fr. 1586»; см.                                                   | + илл.                      |
| Мастер «Библии Жана де Си» (фр. Maître de la Bible de Jean de Sy‎; акт. ок. 1355—1380)            | «Библия Жана де Си» фр. Bible de Jean de Sy                                                                          | 1355-1360         | Осталась незавершённой. Пергамент, 420 × 300 мм; 371 лист.                                         | НБФ; «ms. fr. 15397»; см.                                                  | + илл.                      |
| Мастер «Библии Жана де Си»                                                                       | «Гийом де Машо: Сочинения» фр. Guillaume de Machaut: Œuvres                                                          | 1372-1377         | Пергамент, 320 × 210 мм; 506 листов.                                                               | НБФ; «ms. fr. 1584»; см.                                                   |                             |
| Мастер «Библии Жана де Си»                                                                       | «Сон в саду» фр. Le Songe du verger‎                                                                                  | ок. 1378          | Пергамент, 315 × 240 мм; 244 листа.                                                                | Лондон, Британский музей; «ms. Royal 19 °C IV»; см.                        | + илл.                      |
| Жан Бондоль (Эннекен из Брюгге; фламандец, активен в Париже 1368—1381)                           | «Историальная библия Жана де Водетара» фр. Bible historiale de Jean de Vaudetar‎                                      | ок. 1372          | Пергамент, 292 × 215 мм; 580 листов.                                                               | Гаага, англ. Museum Meermanno; «Ms.10 B 23»                                | + илл.                      |
| Жан Бондоль (автор картонов)                                                                     | Серия гобеленов «Анжерский апокалипсис» фр. Tenture de l'Apocalypse‎                                                  | ок. 1373—1377     | Шпалеры из шерсти по заказу Людовика Анжуйского, младшего брата короля Карла V.                    | Анжерский замок; музей гобеленов                                           | + илл.                      |
| Копии                                                                                            | «Чествования в графстве Клермон-ан-Бовези» фр. Hommages du Comté de Clermont-en-Beauvaisis (1373—1376)               |                   | Копии с «Registre des Fiefs du Comté de Clermont-en-Beauvaisis» (1/ XV век; 2/ конец XVII в.)      | НБФ; «ms. fr. 20082, Est. Oa. 12 b Est. Oa. 13»                            | + илл.                      |
| Мастер Нарбоннского парамана (актив. в Париже посл. треть XIV века)                              | «Нарбоннский параман» фр. Le Parement de Narbonne‎                                                                    | ок. 1375          | фр. Maître du Parement de Narbonne (Jean d’Orléans?) Белый шёлк, рисунок чернилами; 77,5 × 286 см. | Лувр; «MI 1121»; см.                                                       | + илл.                      |
| Мастер Нарбоннского парамана                                                                     | Рисунок «Лучник» фр. Archer                                                                                          |                   | Рис. чернилами на пергаменте, 267 × 160 мм.                                                        | Оксфорд, Крайст-Чёрч                                                       |                             |
| Мастер Нарбоннского парамана и сотоварищи                                                        | «Прекрасный часослов Богоматери» Жана Беррийского «фр. Les Très Belles Heures de Notre-Dame‎ de Jean de Berry»        | 1389—1409         | Пергамент, 290 × 205 мм; 126 листов.                                                               | НБФ; «ms. n. a. lat. 3093»; см.                                            | + илл.                      |
| Иллюстраторы Парижа (актив. ок. 1375—1380)                                                       | «Большие французские хроники Карла V» фр. Grandes Chroniques de France de Charles V‎                                  | 1370-1379         | Рукопись принадлежала королю Карлу V (ум. 16 сентября 1380). Пергамент, 350 × 240 мм; 543 листа.   | НБФ; «ms. fr. 2813»; см.                                                   | + илл.                      |

## XV век

### Первая половина XV века
| Автор иллюстраций                                                                                                 | Название картины или рукописи | Дата          | Описание | Место хранения, номер по каталогу                    | Иллюстрации |
| --- | --- | ------------- | --- | ---------------------------------------------------- | ----------- |
| Живописец герцога Беррийского (в Париже ок. 1400—1405)                                                            | Картина «Положение во гроб» фр. Mise au tombeau                                                                                         | ок. 1400—1405 | Дерево (дуб); 32,8 × 21,3 см. | Лувр; «MI 770»; см.                                  | + илл.      |
| Итальянский живописец, именуемый фр. Maître des Initiales de Bruxelles‎ (актив. во Франции 1395—1408)              | «Лондонский часослов» фр. Heures de Londres                                                                                             | ок. 1405—1408 | Пергамент, 223 × 160 мм; 219 листов. | Британская библиотека; «ms. Add. 29433»              | + илл.      |
| Голландец, иллюстратор сочинений Боккаччо (фр. Maître des Clères Femmes‎; акт. 1403—1415)                          | «Боккаччо герцога Беррийского» фр. Boccace du duc de Berry                                                                              | ок. 1403      | Джованни Боккаччо, «О знаменитых женщинах» лат. англ. De mulieribus claris (106 женских биографий от Евы до королевы Джованны Неаполитанской; 1376). Пергамент, 385 × 265 мм; 161 лист. | НБФ; «ms. fr. 598»; см.                              | + илл.      |
| Аноним, иллюстратор Боккаччо                                                                                      | «Боккаччо герцога Филиппа Смелого» (фр. Boccace du duc Philippe le Hardi)                                                               | 1404          | Пергамент, 355 × 240 мм; 167 листов. | НБФ; «ms. fr. 12420»; см.                            | + илл.      |
| Аноним | «Малая пьета в круге» фр. Petite Pietà ronde                                                                                            | ок. 1410      | Дерево (орех); диаметр 17 (с рамкой 22,8) см. | Лувр; R.F. 2216; см.                                 |             |
| Мастер «Града женского» фр. Maître de la Cité des dames‎ (акт. ок. 1400—1415)                                      | «Град женский» фр. La Cité des dames | ок. 1410      | Кристина Пизанская, «Книга о Граде женском» Пергамент, 360 × 265 мм; 79 листов. | НБФ; «ms. fr. 607»; см.                              |             |
| Мастер «Града женского»                                                                                           | Томмазо Салуццо, «Бродячий рыцарь» (фр. Thomas de Saluces. Chevalier errant)                                                            | 1403-1404     | Томмазо III Салуццо (Thomas de Saluces), «Бродячий рыцарь» Пергамент, 343 × 263 мм; 209 листов.                                                                                         | НБФ; «ms. fr. 12559»; см.                            | + илл.      |
| Мастер «Книги об охоте Гастона Фебуса»                                                                            | «Книга об охоте» фр. Livre de chasse | ок. 1405—1410 | Гастон де Фуа: «Книга об охоте»; 1387—1389. Один из лучших средневековых трактатов об охоте, посвящённых методам охоты, дичи и охотничьим собакам. Пергамент, 370 × 280 мм; 220 листов. | НБФ; «ms. fr. 616»; см.                              | + илл.      |
| Мастер «Послания Офеи Гектору» (фр. Maître de l'Épître d’Othéa)                                                   | «Christine de Pisan. L'Épître d’Othéa à Hector»                                                                                         |               | Кристина Пизанская, «Послание Офеи Гектору» Пергамент, 360 × 270 мм; 47 листов. | НБФ; «ms. fr. 606»; см.                              |             |
| Аноним, иллюстратор комедий Теренция                                                                              | «Теренций герцога Беррийского» фр. Térence du duc de Berry                                                                              | ок. 1407—1412 | Пергамент, 300 × 215 мм; 159 листов. | НБФ; «ms. lat. 7907 A»; см.                          |             |
| Мастер из Люсона фр. Maître de Luçon‎                                                                              | «Теренций герцогов» фр. Térence des ducs‎                                                                                                | ок. 1410      | Пергамент, 335 × 240 мм; 238 листов. | Библиотека Арсенала; «ms. lat. 664»; см.             | + илл.      |
| «Мастер часослова Бусико» (Jacques Coene? фр. Maître de Boucicaut‎; акт. в Париже ок. 1405—1420)                   | «Часослов маршала Бусико» фр. Livre d'heures de Jean de Boucicaut                                                                       | ок. 1408      | Пергамент, 274 × 190 мм; 242 листов. | Париж, Музей Жакмар-Андре; «ms. 2»                   | + илл.      |
| Мастер часослова Бусико                                                                                           | «Ответы Карлу VI» и «Оплакивание королевского здоровья» фр. Pierre Salmon‎: фр. Réponses à Charles VI et Lamentation au Roi sur son état | ок. 1409      | Трактат королевского советника Пьера Сальмона фр. Dialogues de Pierre Salmon Пергамент, 280 × 205 мм; 121 листов.                                                                       | НБФ; «ms. fr. 23279»; см.                            | + илл.      |
| Мастер часослова Бусико                                                                                           | «Книга чудес света» Livre des Merveilles                                                                                                | ок. 1410—1412 | Марко Поло: «Книга чудес света» Пергамент, 420 × 298 мм; 297 листов. | НБФ; «ms. fr. 2810»; см.                             | + илл.      |
| Мастер часослова Бусико                                                                                           | «Шаторуйский бревиарий», «Бревиарий Людовика Гиеньского» «Bréviaire de Châtearoux»                                                      | 1410-1413     | Принадлежал гиеньскому герцогу Людовику. Пергамент, 280 × 195 мм; 454 листов. | Шатору, муницип. библиотека; «ms. 2»; см.            | + илл.      |
| Мастер часослова Бусико                                                                                           | «Часослов из библиотеки Мазарини» (фр. Heures de la Bibliothèque Mazarine)                                                              | ок. 1415      | Пергамент, 250 × 175 мм; 209+7 листов. | Париж, Библиотека Мазарини; «ms. 469»                |             |
| Мастер часослова Бусико                                                                                           | «Часослов из коллекции Жозефа Бонапарта» (фр. Heures dites de Joseph Bonaparte)                                                         |               | Пергамент, 180 × 130 мм; 304 листов. | НБФ; «ms. lat. 10538»; см.                           |             |
| Мастер часослова Бусико                                                                                           | «Часослов» фр. Livre d'Heures | ок. 1414      | Пергамент, 220 × 150 мм; 308 листов. | НБФ; «ms. lat. 1161»; см.                            |             |
| Мастер часослова Бусико                                                                                           | «Часослов, принадлежавший Этьену Шевалье» фр. Livre d'heures ayant appartenu à Étienne Chevalier                                        | ок. 1421      | Этьен Шевалье был казначеем короля Карла VII. Пергамент, 159 × 114 мм; 226 листов. | Лондон, Британская библиотека; «Add. MS. 16997»; см. |             |
| Аноним (в учениках в Париже 1410—1420)                                                                            | Картина «Богоматерь надежды и упования» фр. Notre Dame de l'Espérance                                                                   | ок. 1415—1420 | Дерево (сосна); 70,2 × 34 см. | Вашингтон, Национальная галерея искусства; «K. 1822» |             |
| Мастер Часослова Бедфорда (фр. Maître de Bedford‎; акт. в Париже 1414—1435)                                        | «Часослов Бедфорда» фр. Heures de Bedford                                                                                               | 1430          | Пергамент, 363 × 185 мм; 289 листов. | Лондон, Британская библиотека; «Add. Ms. 18850»      | + илл.      |
| Мастер Бедфорда                                                                                                   | «Бревиарий Солсбери» фр. Bréviaire de Salisbury‎                                                                                         | 1424-1435     | Приобретён Королевской библиотекой в 1784 году. Пергамент, 255 × 173 мм; 712 листов. | НБФ; «ms. lat. 17294»                                | + илл.      |
| Аноним (из окружения Мастера Бедфорда; акт. в Париже ок. 1430—1435)                                               | Картина «Страшный суд» фр. Le Jugement Dernier                                                                                          | ок. 1430—1435 | 110 × 65 см | Париж, Музей декоративного искусства; «PE 1»; см.    |             |
| Аноним | Картина «Семейство Жувенель дез Юрсен» (фр. Famille Jouvenel des Ursins)                                                                | 1445—1449     | Дерево (дуб); 165 × 350,5 см | Париж, музей Клюни (депозит Лувра); см.              |             |
| Мастер королевского секретаря Дрё Будэ (фр. Maître de Dreux Budé; Louis le Duc?; акт. в Париже ок. 1454)          | Картина «Христово распятие из парижского парламента» Retable du Parlement de Paris                                                      | ок. 1449      | Дерево (дуб); 145,8 (высота по центру 226,5) × 270 см | Лувр; «RF 2065»; см. 1 и 2                           | + илл.      |
| Андре из Ипра фр. André d'Ypres‎ (называемый также «Мастер канцлера Гийома де Жувенеля»; акт. в Париже после 1443) | Джованни Колонна, «Mare historiarum канцлера де Жувенеля» Giovanni Colonna, «Mare historiarum»                                          | 1447—1455     | Пергамент, 470 × 340 мм; 444 листов. | НБФ; «ms. lat. 4915»; см.                            | + илл.      |
| Колен Амьенский (фр. Colin d'Amiens‎, сын Андре из Ипра)                                                           | Джованни Боккаччо, «О несчастиях знаменитых людей» фр. Boccace, Livre des cas des nobles hommes et femmes                               | 1448-1450     | Пергамент, 427 × 308 мм; 328 листов. | Женева, универс. б-ка; «ms. fr. 191»; см.            |             |

### Вторая половина XV века
| Автор иллюстраций | Название картины или рукописи                                                                         | Дата          | Описание                                               | Место хранения, номер по каталогу                           | Иллюстрации |
| --- | --- | ------------- | ------------------------------------------------------ | ----------------------------------------------------------- | ----------- |
| Аноним, мастер триптиха Дрё Будэ (Conrad de Vulcop? Голландец, акт. в Париже 1445—1459 фр. Maitre du Triptyque de Dreux Budé; нем. Meister des Dreux Budé‎) | Центральная часть «Триптиха Дрё Будэ и Жанны Пешар» фр. Triptyque de Dreux Budé et de Jeanne Peschard | 1454—1455     | Дерево (дуб); 48 × 71,5 см                             | Лос-Анджелес, музей Гетти                                   | + илл.      |
| Андре из Ипра | «Часослов» фр. Livres d'Heures                                                                        | ок. 1460      | Пергамент, 190 × 137 мм; 179 листов.                   | Лондон, Британская б-ка; «M.S. Add. 28785»                  |             |
| Колен Амьенский | «Часослов» фр. Livres d'Heures                                                                        |               | Пергамент, 128 × 97 мм; 63 листов.                     | Нью-Йорк, Библиотека и музей Моргана; «M. 263»              |             |
| Аноним, мастер Боэция фр. Maitre du Boèce | Боэций, «Утешение философией» фр. Maitre du Boèce, фр. Consolation de Philosophie                     | ок. 1460      | Пергамент, 345 × 250 мм; 96 листов.                    | НБФ; «fr. 809»; см.                                         |             |
| Аноним, мастер Жана Ролена (фр. Maître de Jean Rolin‎) | «Миссал кардинала Жана Ролена» фр. Missel de Jean Rolin                                               | 1450—1455     | Пергамент, 396 × 285 мм; 429 листов.                   | Лион, муниц. б-ка; «ms. 517»; см.                           | + илл.      |
| Аноним, мастер Жана Ролена | Генрих Сузо, «Часослов мудрости» фр. Henri Suso‎, фр. Horloge de Sapience                              | ок. 1455      | Пергамент, 370 × 255 мм; 274+5 листов.                 | Брюссель, Королевская библиотека Бельгии; «ms IV 111»       |             |
| Ученик Мастера Жана Ролена | Генрих Сузо, «Часослов мудрости» Henri Suso, фр. Horloge de Sapience                                  |               | Пергамент, 33 × 25 мм; 293 листов.                     | Вьенна, Австрийская национальная библиотека; «Cod. 2574»    |             |
| Мастер Франсуа (фр. Maître François‎; акт. в Париже ок. 1460—1485)                                                                                          | Аврелий Августин, «О граде Божьем» «Saint Augustin, фр. La Cité de Dieu»                              | 1469-1473     | Пергамент, 525 × 370 мм; 2 тома, 252 и 254 листа.      | НБФ; «fr. 18-19»                                            |             |
| Мастер Франсуа | «Часослов графа Уорнклиффа» «Heures Wharncliffe»                                                      | ок. 1475      | Пергамент, 178 × 127 мм; 1+116 листов.                 | Мельбурн, Национальная галерея Виктории; «Fr. Ms. Felton 1» |             |
| Мастер Франсуа | Филипп де Мезьер, «Сон старого пилигрима» фр. Philippe de Mézières‎, «Le Songe du vieil Pèlerin»       | ок. 1475      | Пергамент, 395 × 295 мм; 325 листов.                   | Вена, Австрийская национальная библиотека; «Cod. 2551»      |             |
| Жак де Безансон (Jacques de Besançon; акт. в Париже 1480—1498)                                                                                             | «Статус Ордена Святого Михаила» фр. Statuts de l'Ordre de Saint-Michel                                | ок. 1492—1494 | Принадлежал королю Карлу VIII. Пергамент, 228 × 167 мм | Вена, Австрийская национальная библиотека; «Cod. 2637»      |             |

## Начало XVI века
| Живописец | Название картины или гобелена                                                                          | Дата          | Описание                                                 | Место хранения, номер по каталогу                                                                      | Иллюстрации    |
| --- | --- | ------------- | -------------------------------------------------------- | --- | -------------- |
| Мастер «Святого Эгидия» (фламандец, акт. в Париже 1495—1510)                                                                      | Картина «Арест Христа» фр. Arrestation du Christ                                                       |               | Дерево (дуб); 21,5 × 29,5 см                             | Брюссель, Королевские музеи                                                                            |                |
| Мастер «Святого Эгидия» | Картина «Дева Мария с ребёнком» фр. Vierge à l'enfant                                                  |               | Дерево (дуб); 21 × 14,5 см. Дар музею.                   | Доль, Художественный музей; см.                                                                        | Луврская копия |
| Мастер «Святого Эгидия» | Картина «Дева Мария с ребёнком» фр. Vierge à l'enfant                                                  |               | Дерево (дуб); 21 × 12 см                                 | Брюгге; монастырь des Carmes déchaussés                                                                |                |
| Мастер «Святого Эгидия» | Картина «Дева Мария с ребёнком» фр. Vierge à l'enfant                                                  |               | Дерево (дуб); 22,6 × 14,5 см                             | Лувр; «R.F. 3967»; см.                                                                                 |                |
| Мастер «Святого Эгидия» | Картина «Дева Мария с ребёнком» фр. Vierge à l'enfant                                                  |               | Дерево (дуб), 22 × 14,5 см                               | Безансон; муниципальный музей                                                                          |                |
| Мастер «Святого Эгидия» | Картина «Святой Эгидий с ланью» фр. Saint Gilles et la biche                                           |               | Дерево (дуб); 61,5 × 46,5 см                             | Лондонская национальная галерея                                                                        |                |
| Мастер «Святого Эгидия» | Картина «Месса Святого Эгидия» фр. La Messe de Saint Gilles                                            |               | Дерево (дуб);, 61,5 × 45,5 см                            | Лондонская национальная галерея                                                                        |                |
| Мастер «Святого Эгидия» | Картина «Крещение Хлодвига» фр. Baptême de Clovis                                                      | ок. 1500      | Дерево (дуб), 61,6 × 46,7 см                             | Вашингтон, Национальная галерея искусства                                                              |                |
| Мастер «Святого Эгидия» | Картина «Святой из Трои, вершащий чудесные исцеления» фр. Saint Leu opérant des guérisons miraculeuses | ок. 1500      | Дубовая доска, 61,6 × 45,8 см                            | Вашингтон, Национальная галерея искусства                                                              |                |
| Мастер «Святого Эгидия» | Картины «Мужской и женский портреты» фр. Portrait d'homme. Portrait de femme                           | 1490-1510     | Дерево (дуб); каждая 17 × 12 см                          | Шантийи; музей Конде; см.                                                                              |                |
| Мастер «Святого Эгидия» | Картина «Бегство в Египет. Сретение» фр. Fuite en Egypte. Présentation au Temple                       |               | Дерево, каждая 27,5 × 16 см                              | Роттердам; Музей Бойманса — ван Бёнингена                                                              |                |
| Мастер «Святого Эгидия» | Картина «Портрет Филиппа Красивого» фр. Portrait de Philippe le Beau                                   | 1501          | Коллекция Оскара Райнхерта; дерево (дуб); 30,5 × 21,5 см | Винтертур (Швейцария), Музей Оскара Райнхерта «Ремерхольц» (фр. Musée Oskar Reinhart « Am Römerholz ») |                |
| Мастер «Святого Эгидия» | Картина «Дева Мария с ребёнком» фр. Vierge à l'Enfant                                                  |               | Дерево (дуб); 26,7 × 18,4 см                             | Нью-Йорк; Метрополитен-музей, коллекция Лемана                                                         |                |
| Мастер «Святого Эгидия» | Картина «Кающийся св. Иероним» фр. Saint Jérôme pénitent                                               | ок. 1500      | Дерево (дуб); 61 × 51 см; дар музею в 1913 году.         | Берлинская картинная галерея                                                                           |                |
| Мастер «Сен-жерменской пьета́» (фр. Maître de Saint-Germain-des-Prés; немец, акт. в Париже ок. 1505)                               | Картина «Пьета из Сен-Жермен-де-Пре» фр. Pietà de Saint-Germain-des-Prés                               | ок. 1505      | Дерево (дуб); 97 × 198,5 см                              | Лувр; «INV. 8561»; см.                                                                                 |                |
| Мастер «Сен-жерменской пьета́» | Картина «Несение креста» фр. Portement de Croix                                                        | ок. 1505      | Дерево (дуб); 103 × 96 см                                | Лионский музей изобразительных искусств                                                                |                |
| Немецкий мастер из окружения Мастера сен-жерменской пьета́                                                                         | Картина «Оплакивание мёртвого Христа» фр. Lamentation sur le Christ mort                               | ок. 1505      | Дерево (дуб); 48 × 70 см                                 | Чикагский институт искусств                                                                            |                |
| Аноним (акт. в Париже ок. 1500)                                                                                                   | Картина «Голгофа» (на кресте) фр. Le Calvaire                                                          |               | Дерево (дуб); 1,56 × 1,25 м                              | Руан, Дворец правосудия                                                                                |                |
| Аноним, художник «Охоты на единорога» (фр. Maître de la Chasse à la licorne; акт. в Париже ок. 1480—1510)                         | «Охота на единорога»                                                                                   |               | Шесть шпалер (гобеленов)                                 | Клойстерс (Метрополитен-музей; Нью-Йорк)                                                               | + илл.         |
| Аноним, художник «Дамы со львом и единорогом» (фр. Maître de la Dame au lion et à la licorne; француз, акт. в Париже конец XV в.) | «Дама с единорогом»                                                                                    | ок. 1500      | Шесть шпалер, шерсть и шёлк                              | Париж, музей Клюни; см.                                                                                | + илл.         |
| Совм. работа художника «Охоты на единорога» и художника «Дамы с единорогом»                                                       | «Добродетельные (примерные) женщины» фр. Tenture des Femmes vertueuses                                 | ок. 1480—1483 | Четыре фрагмента шерстяной шпалеры                       | Музей изящных искусств (Бостон); см.                                                                   |                |
| Художник «Дамы с единорогом» | «Нарцисс, любующийся собой в фонтане» фр. Narcisse se mirant dans l'eau d'une fontaine                 | ок. 1500      | Шпалера, шерсть и шёлк, 2,82 × 3,11 м                    | Музей изящных искусств (Бостон); см.                                                                   |                |
| Художник «Охоты на единорога» | Рукописный «Миниатюрный часослов Анны Бретанской» фр. Très Petites Heures d'Anne de Bretagne           |               | Велень, 66 × 46 mm, 163 листов                           | НБФ; «ms. NAL 3120»; см.                                                                               | + илл.         |